# Donskaja povest
Donskaja povest (russisk: Донская повесть, da.: Fortælling om Don) er en sovjetisk spillefilm fra 1964 instrueret af Vladimir Fetin.

## Medvirkende
- Jevgenij Leonov som Jakov Sjibalok
- Ljudmila Tjursina som Darja
- Aleksandr Blinov som Nikolka
- Boris Novikov som Ivan Tjudukov
- Nikolaj Melnikov som Aljosja